# Al-Aschʿath ibn Qais
Abū Muhammad al-Aschʿath ibn Qais al-Kindī (arabisch أبو محمد الأشعث بن قيس الكندي, DMG Abū Muḥammad al-Ašʿaṯ ibn Qais al-Kindī; * ca. 599; † 5. März 661 in Kufa) war der letzte König aus dem arabischen Stamm der Kinda im Hadramaut und spielte eine wichtige Rolle in der frühen Geschichte des Islams. Nachdem er sich im Jahre 631 dem Propheten Mohammed angeschlossen hatte, führte er während der Ridda-Kriege den Widerstand der Kinda gegen die muslimischen Truppen von Medina an, wurde von diesen jedoch besiegt und gefangen genommen. Von Abū Bakr begnadigt, nahm er unter ʿUmar ibn al-Chattāb an den wichtigsten arabischen Eroberungsschlachten teil und ließ sich mit seinem Stammesgefolge in der neu gegründeten Lagerstadt Kufa nieder. Während des Kalifats von ʿUthmān ibn ʿAffān, mit dem er freundschaftlich verbunden war, fungierte er als Statthalter von Aserbaidschan. Nach der Schlacht von Siffin drängte er ʿAlī ibn Abī Tālib dazu, das von Muʿāwiya I. vorgeschlagene Schiedsgericht zu akzeptieren, was die Abspaltung der Charidschiten hervorrief. Schiitische Quellen verdächtigen ihn, an dem Komplott zur Ermordung ʿAlīs beteiligt gewesen zu sein. Allgemein wurde al-Aschʿath und seiner Familie nachgesagt, eine Neigung zum Verrat zu haben.
Al-Aschʿaths eigentlicher Name (ism) war Maʿdīkarib. Den Laqab-Beinamen al-Aschʿath („der Struppige, Zerzauste“) soll er erhalten haben, weil er stets ungekämmt war. Aufgrund seines Kontaktes zum Propheten Mohammed wird al-Aschʿath den Sahāba zugerechnet.

## Abstammung und Stellung innerhalb des Stammes Kinda
Al-Aschʿath gehörte dem Zweig der Banū Muʿāwiya ibn Kinda an, der neben den Banū Aschras einen der beiden Zweige der Kinda darstellte. Die Banū Muʿāwiya ibn Kinda waren derjenige Zweig des Stammes, dem die gekrönten Könige (al-mulūk al-mutauwaǧūn) der Kinda entstammten. Nach al-Hamdānī haben die Banū Muʿāwiya insgesamt siebzig gekrönte Könige hervorgebracht, von denen al-Aschʿath der letzte war.
Die Banū Muʿāwiya gliederten sich zur Zeit von Aschʿath in zwei bedeutende Untergruppen, die Banū l-Hārith ibn Muʿāwiya und die Banū ʿAmr ibn Muʿāwiya. Erstere wurden durch den Clan der Banū Dschabala angeführt, letztere durch die vier Brüder der Banū Walīʿa, die im Hadramaut verschiedene Talgründe besaßen und als „die vier Könige“ (al-mulūk al-arbaʿa) bezeichnet wurden. Al-Aschʿath gehörte in väterlicher Linie den Banū Dschabala an. Während die meisten arabische Quellen nur davon berichten, dass die Banū Dschabala die Führerschaft (riʾāsa) über die Banū l-Hārith ibn Muʿāwiya innehatten, geben andere an, dass sie seit der Zeit von al-Aschʿaths Großvater Maʿdīkarib ebenfalls den Königstitel führten. Nach Ibn Abī Usaibiʿa war al-Aschʿaths Vater Qais ibn Maʿdīkarib sogar König über den gesamten Stamm Kinda. Diese Angabe muss jedoch angezweifelt werden, weil es zu seiner Zeit mit den Banū Walīʿa mindestens noch vier andere Könige bei den Kinda gab.
Sowohl al-Aschʿaths Vater als auch dessen Schwester Warda waren Juden. Das Judentum war zu jener Zeit unter den Kinda und im Jemen allgemein stark verbreitet. Deswegen vermutet Michael Lecker, dass auch al-Aschʿath selbst ursprünglich Jude war. Dafür spricht auch, dass ʿAlī ibn Abī Tālib einmal al-Aschʿath im Zorn als „Juden“ bezeichnet haben soll.
Al-Aschʿaths Mutter Kabscha bint Yazīd gehörte den Banū ʿAmr ibn Muʿāwiya an und war eine Nachfahrin des kinditischen Königs Hudschr Ākil al-Murār. Al-Aschʿath heiratete selbst später in die Banū ʿAmr ibn Muʿāwiya ein, indem er die Tochter von einem der Banū-Walīʿa-Könige ehelichte. Seine Frau war die Tochter von Dschamd ibn Maʿdīkarib ibn Walīʿa.
Als Nasab geben die arabischen Quellen für al-Aschʿath an: al-Ashʿath ibn Qais ibn Maʿdīkarib ibn Muʿāwiya ibn Dschabala ibn ʿAdī ibn Rabīʿa ibn Muʿāwiya al-Akramūn ibn al-Hārith ibn Muʿāwiya ibn Thaur ibn Murtaʿ ibn Muʿāwiya ibn Kinda.

## Leben

### Der Loskauf von den Bal-Hārith
Al-Aschʿath begann seine militärische Karriere mit einem Rachefeldzug gegen die Banū Murād aus dem Stamm der Madhhidsch, die seinen Vater getötet hatten, stieß aber unterwegs mit den Bal-Hārith (Banū l-Hārith ibn Kaʿb), einem anderen Zweig der Madhhidsch, zusammen, wurde von ihnen gefangen genommen und musste sich mit einer großen Anzahl von Kamelen freikaufen. Die meisten Quellen sprechen von 3.000 Kamelen und betonen, dass es die größte Anzahl von Kamelen war, die jemals zum Loskauf eines Arabers verwendet wurde und der dreifachen Anzahl, die sonst für einen Stammeskönig aufgewendet wurde, entsprach. Dieser hohe Betrag, den man für al-Aschʿath entrichtete, wurde sprichwörtlich.

### Delegationsreise nach Medina
Im Jahre 10 der Hidschra (= 631 n. Chr.) kam al-Aschʿath mit einer Delegation der Kinda zu Mohammed in Medina und nahm den Islam an. Während die meisten Quellen angeben, dass al-Aschʿath die Delegation anführte, heißt es in einem Bericht, der auf al-Aschʿath selbst zurückgeht, dass man ihn nicht als die hochrangigste Person der Gruppe betrachtete. Dies liegt wahrscheinlich daran, dass, wie aus anderen Quellen hervorgeht, neben ihm auch die Banū Walīʿa, die vier königlichen Brüder, die die Banū ʿAmr ibn Muʿāwiya, anführten, der Delegation angehörten. Sie standen auf einer noch höheren Stufe als er, auch wenn er zu dieser Zeit bereits gekrönt (mutauwaǧ) war, wie in den im 8. Jahrhundert kompilierten Mufaddalīyāt berichtet wird.
Über die Größe der Delegation gibt es unterschiedliche Angaben. Während Muhammad ibn Saʿd unter Berufung auf Ibn Schihāb az-Zuhrī (gest. 742) angibt, dass es nur einige mehr als zehn waren, umfasste die Delegation nach Ibn Ishāq 80 Berittene. Die Männer machten dem Propheten in prunkvollem Aufzug in der Moschee von Medina die Aufwartung: sie hatten ihre Haare frisiert und die Augenlider mit Antimon (kuḥl) bestrichen und trugen lange Obergewänder aus Goldbrokat mit Palmblattmustern und Kapuzen, die mit Seide gesäumt waren.
Es wird berichtet, dass Mohammed die Delegation bei dieser Gelegenheit auf das islamische Verbot, Seide zu tragen, erinnert habe. Die Männer sollen daraufhin die Kapuzen von ihren Gewändern abgetrennt haben.
Ibn Hischām berichtet, dass al-Aschʿath bei dieser Begegnung Mohammed ebenfalls eine Abkunft von seinem mütterlichen Vorfahren Ākil al-Murār zuschrieb. Mohammed soll diese Versuche, eine genealogische Gemeinsamkeit zwischen ihm und den Kinda herzustellen, jedoch mit einem Lächeln zurückgewiesen und geantwortet haben, dass sich zwar sein Onkel al-ʿAbbās ibn ʿAbd al-Muttalib und sein Cousin Rabīʿa ibn al-Hārith auf ihren Handelsreisen durch Arabien mit einer Zugehörigkeit zu den Kinda gebrüstet hätten, er jedoch seine wahre Herkunft nicht verleugne. Mohammed wird in diesem Zusammenhang mit den Worten zitiert: „Nein, wir sind die Nachkommen von an-Nadr ibn Kināna (= Quraisch). Die Abkunft unserer Mutter verfolgen wir nicht, fallen aber auch nicht von unserem Vater ab.“
Bei dem Besuch wurden auch Heiratsallianzen geschmiedet: Al-Aschʿath bot Mohammed seine Schwester Qutaila zur Ehe an, und Mohammed nahm das Angebot an. Umgekehrt gab Abū Quhāfa, der Vater Abū Bakrs, al-Aschʿath seine Tochter Umm Farwa, die blind war, zur Frau. Allerdings ließ er nicht zu, dass al-Aschʿath sie in den Jemen mitnahm. Nach dem Bericht von Ibn Saʿd machte Mohammed außerdem den Mitgliedern der Delegation, als diese zur Rückreise aufbrachen, Geschenke: al-Aschʿath erhielt zwölf Unzen Gold, die anderen Mitglieder der Delegation jeweils zehn.
Mohammed stellte al-Aschʿath und den Banū Walīʿa mit Ziyād ibn Labīd al-Baiyādī, der zu den Ansār gehörte, einen eigenen Statthalter an die Seite, der sie in den Hadramaut begleitete. Nach seiner Rückkehr in den Hadramaut stattete al-Aschʿath seine Schwester zur Heirat mit Mohammed aus und trat die Reise nach Medina an, um sie ihm zuzuführen. Noch bevor er den Jemen verlassen hatte, erreichte ihn jedoch die Nachricht vom Tode des Propheten, so dass er sie zurückbrachte.
In verschiedenen Quellen ist davon die Rede, dass Mohammed auch einen Rechtsstreit entschied, an dem al-Aschʿath beteiligt war. Hierbei ging es um den Besitz eines Tales im Hadramaut. Prozessgegner von al-Aschʿath war Wā'il ibn Hudschr, ein anderer südarabischer Stammeskönig. Mohammed soll diesen Streit nach Anhörung verschiedener Augenzeugen zugunsten von Wā'il entschieden haben. Al-Aschʿath wird mit der Aussage zitiert, dass dieser Rechtsstreit der Offenbarungsanlass für das Koranwort in Sure 3:77 gewesen sei: „Siehe, diejenigen die Gottes Bund und ihre Eide um geringen Preis verkaufen, die haben am Jenseits keinen Anteil.“

### Untergang der Banū Walīʿa und (zweite) Krönung von al-Aschʿath
Noch vor dem Tode des Propheten im Jahre 632 kam es zwischen den Banū Walīʿa und Ziyād ibn Labīd, dem von Mohammed eingesetzten Statthalter, zu einem schweren Konflikt. Grund dafür war, dass Mohammed den Banū Walīʿa bei ihrem Besuch in Medina einen Teil der Sadaqa-Einnahmen aus dem Hadramaut zugesprochen hatte, der Modus der Auszahlung ihres Anteils aber nicht geklärt war. Während Ziyād ibn Labīd meinte, dass die Banū Walīʿa das Geld selbst bei ihm abzuholen hätten, waren sie der Auffassung, dass er es mit eigenen Leuten ihnen zu überbringen habe. Daraufhin beschwerten sich beide Seiten schriftlich bei Mohammed in Medina. Mohammed drohte den Banū Walīʿa in seiner Antwort an, sie mit Krieg zu überziehen. Als wenige Zeit später Mohammed starb und die Nachricht davon die Banū Walīʿa erreichte, äußerten sie lauthals ihre Schadenfreude. Mehr als zwanzig Frauen, die in den Quellen als „Huren“ (baġāyā) bezeichnet werden, musizierten und färbten sich zu diesem Anlass ihre Hände mit Henna.
Ziyād ibn Labīd, der nach dem Tode Mohammeds von Abū Bakr in seinem Amt bestätigt wurde, forderte die Banū Walīʿa auf, dem Kalifen den Treueid zu leisten und Sadaqa-Zahlungen zu entrichten, was diese jedoch verweigerten. Ein kleiner Anlass genügte nun, um die Situation eskalieren zu lassen. Als Ziyād die Kamelstute eines jungen Mannes, die besonders edel war, als Sadaqa einzog, setzte sich dieser mit anderen Männern zur Wehr. Es kam zu einem schweren Konflikt, bei dem al-Aschʿath zu vermitteln versuchte, was der Statthalter jedoch ablehnte. Als Ziyād die Herausgabe des bereits als Sadaqa gebrandmarkten Tiers verweigerte und den Mann gefangen nahm, zogen die Banū ʿAmr ibn Muʿāwiya ihre Leute zusammen, um ihn zu bekriegen.  Ziyād unternahm jedoch mit Männern aus anderen Zweigen der Kinda, die ihm treu geblieben waren, einen nächtlichen Überraschungsangriff auf sie und machte einen großen Teil von ihnen nieder, darunter auch die vier Könige der Banū Walīʿa. Zahlreiche Frauen und Kinder wurden in die Gefangenschaft geführt, die Häuser ausgeplündert.
Die dem Kampf entkommenen Banū ʿAmr bin Muʿāwiya suchten daraufhin Zuflucht bei al-Aschʿath. Auch die weiblichen Gefangenen von den Banū ʿAmr ibn Muʿāwiya baten ihn um Hilfe, wobei sie seine verwandtschaftlichen Beziehungen zu ihnen hervorhoben. Al-Aschʿath versprach seinen Stammesverwandten Hilfe, knüpfte diese jedoch daran, dass sie ihn zu ihrem König machten. Die führerlose gewordene Familie der Banū Walīʿa krönte ihn daraufhin tatsächlich zu ihrem König (mallakū-hu ʿalai-him wa-tauwaǧū-hu). Wenn die Angabe in den Mufaddalīyāt, dass er bereits bei seinem Delegationsbesuch in Medina gekrönt war, richtig ist, war es seine zweite Krönung. Sie erfolgte in der Weise, wie sie für die Könige von Qahtān üblich war. Als König aller Banū Muʿāwiya war al-Aschʿath nun der mächtigste Mann des Stammes Kinda.
Offensichtlich hatte al-Aschʿath als König einen Hang zur Prunksucht. In den muslimischen Quellen des Mittelalters wird hervorgehoben, dass er der erste Araber war, der sich bei Ausritten von Fußleuten eskortieren ließ.

### Konfrontation mit dem Staat von Medina
Al-Aschʿath sah sich offenbar auch gegenüber den Muslimen in einer Position der Stärke, denn es heißt, dass er zu dieser Zeit verkündete: „Die Araber sind zu dem zurückgekehrt, was ihre Väter verehrt haben, und wir sind die Araber, die von Abū Bakr am weitesten entfernt wohnen. Sollte er etwa Truppen gegen uns aussenden?“ Er führte die Kinda nun in den Kampf gegen Ziyād, bereitete ihm und den Muslimen bei Tarīm eine empfindliche Niederlage und schloss sie in der Stadt ein. Ziyād ibn Labīd forderte deswegen Verstärkung an, woraufhin ihm der Mekkaner al-Muhādschir ibn Abī Umaiya zu Hilfe kam.
Hinsichtlich der nachfolgenden Ereignisse gehen die Berichte stark auseinander. Während At-Tabarī berichtet, dass Ziyād und al-Muhādschir nun al-Aschʿath und den Kinda entgegenzogen und sie bei Mahdschar az-Zurqān besiegten. gelang es nach einem anderen Bericht al-Aschʿath durch eine List, auch al-Muhādschir in der Stadt einzuschließen. Dieser zweite Bericht, der von Ibn Aʿtham al-Kūfī (8./9. Jh.) stammt, ist sehr ausführlich. Ziyād schrieb demnach aus der belagerten Stadt einen Brief an Abū Bakr, in dem er die Situation schilderte, woraufhin Abū Bakr seinerseits einen Brief an al-Aschʿath richtete, in dem er diesen mit Verweis auf Sure 3:102 ermahnte, nicht vom Islam zu abfallen, und gleichzeitig die Absetzung seines Statthalters Ziyād anbot. Unter das Schreiben setzte auch der bekannte Dichter Hassān ibn Thābit einige Worte. Das Schreiben wurde al-Aschʿath durch einen Boten namens Muslim ibn ʿAbdallāh überbracht. Al-Aschʿath reagierte allerdings auf das Schreiben mit großem Zorn, weil Abū Bakr ihm die Schuld für die Konfrontation mit Ziyād zugewiesen hatte. Ein junger Mann aus seiner Verwandtschaft stürzte auf den Boten los und spaltete ihm den Kopf, was al-Aschʿath nachträglich guthieß. Die Tötung des Boten und al-Aschʿaths Reaktion darauf riefen jedoch in seinem Lager große Empörung hervor und führten dazu, dass sich mehrere Untergruppen der Kinda von al-Aschʿath abwandten.
Obwohl al-Aschʿath nur noch 2.000 Kämpfer blieben und al-Muhādschir und Ziyād Verstärkung von den Banū Aschras, der anderen Untergruppe der Kinda, erhielten, gelang es ihm, den beiden Militärführern eine Niederlage beizubringen und sie in der Stadt einzuschließen. Ziyād sandte daraufhin ein zweites Hilfeersuchen an Abū Bakr, das diesen dazu veranlasste, die Muslime in Medina zu einer Konsultation zusammenzurufen. Den Rat von Abū Aiyūb al-Ansārī, den Aufständischen dadurch entgegenzukommen, dass er ihnen die fälligen Zahlungen für das laufende Jahr erließ, nahm Abū Bakr nicht an. Auf Anraten von ʿUmar ibn al-Chattāb trug er aber dem Mekkaner ʿIkrima ibn Abī Dschahl auf, in den Hadramaut zu ziehen und al-Aschʿath und seine Leute zu bekämpfen. Erst nachdem die Kämpfer ʿIkrimas im Hadraumaut eingetroffen waren, konnten die Muslime mit vereinten Kräften al-Aschʿath und seine Leute besiegen. Al-Aschʿath, der vor dem Kampf seine Krone angelegt hatte, wurde in die Flucht geschlagen.

### Verhandlungen bei an-Nudschair und Begnadigung durch Abū Bakr
Übereinstimmend berichten die Quellen, dass al-Aschʿath mit dem Rest der Aufständischen in die östlich der Stadt Tarīm gelegene Festung an-Nudschair flüchtete, in der sie anschließend von den Muslimen belagert wurden. Als die Belagerung der Festung andauerte, nahm al-Aschʿath Verhandlungen mit den Muslimen auf. Ibn ʿAsākir berichtet, dass er unter dem Schutz der Nacht al-Muhādschir und Ziyād aufsuchte und sie um eine Sicherheitsgarantie (amān) für sein Leben und Vermögen bat, damit sie ihn zu Abū Bakr brächten und er sein Urteil über ihn fälle. Er wolle ihnen im Gegenzug die Festung übergeben. Die beiden muslimischen Kommandanten erklärten sich mit diesem Plan einverstanden. Nach dem Bericht Ibn Aʿthams erfuhr Abū Bakr von al-Aschʿaths Friedensersuchen und sandte einen Brief an Ziyād, in dem er diesen dazu aufforderte, al-Aschʿath mit den gebührenden Ehrenbezeigungen zu ihm zu bringen und keinen von den vornehmen Leuten der Kinda zu töten.
Der Bote, der den Brief Abū Bakrs überbringen sollte, al-Mughīra ibn Schuʿba, kam jedoch zu spät an. Als er bei an-Nudschair eintraf, hatten die Muslime bereits die Festung gestürmt, die Männer enthauptet und die Frauen in Gefangenschaft geführt. Verschiedene Quellen berichten davon, dass bei der Stürmung von an-Nudschair insgesamt 700 bis 800 Männer getötet wurden. Frauen, die ihre Schadenfreude über den Tod Mohammeds zum Ausdruck gebracht hatten, wurden die Hände abgeschnitten. Wie Ibn Aʿtham berichtet, bereute Ziyād sein Vorgehen gegen die Kinditen, nachdem er den Brief Abū Bakr gelesen hatte. Er ließ nichtsdestoweniger al-Aschʿath zusammen mit 80 anderen Angehörigen des kinditischen Königshauses in Eisenketten legen und zu Abū Bakr nach Medina verbringen.
Die Angaben über die Sicherheitsgarantie, die al-Aschʿath mit den muslimischen Kommandanten bei an-Nudschair aushandelte, sind verworren. Während es in einigen Berichten heißt, dass aufgrund ihrer insgesamt siebzig Personen die Festung verlassen durften, schloss sie nach anderen Berichten nur zehn Personen ein. Übereinstimmung besteht allerdings hinsichtlich dessen, dass in der Endversion des Dokuments al-Aschʿaths Name nicht enthalten war. Dass er ein Schutzabkommen abgeschlossen hatte, das nicht die gesamte Besatzung der Festung einschloss, sahen die Stammesgenossen jedoch als klaren Verrat an. Schon auf dem Zug nach Medina sollen ihn deswegen die weiblichen Mitgefangenen seines Stammes verflucht und mit dem jemenitischen Schimpfnamen ʿUrf an-nār („Höllenmähne“) geschmäht haben. Ob al-Aschʿath mit der Tötung seiner Stammesgenossen gerechnet hatte, ist nicht klar. Ihr Schicksal ließ ihn aber offensichtlich nicht ungerührt. Al-Balādhurī überliefert eine Trauerode, die er auf die Gefallenen von an-Nudschair verfasst haben soll.
Übereinstimmend wird berichtet, dass es nach al-Aschʿaths Ankunft in Medina zu einer Aussprache mit Abū Bakr kam. Aslam, der Sklave ʿUmar ibn al-Chattābs, soll dabei gewesen sein, als al-Aschʿath noch in Ketten lag und Abū Bakr ihm Vorhaltungen machte. Er will gehört haben, wie al-Aschʿath in dem Gespräch Abū Bakr aufforderte, ihn zu schonen, damit er ihm im Krieg beistehen könne, und ihn außerdem darum bat, ihm seine Schwester Umm Farwa zur Frau zu geben. Nach dem Bericht Ibn Aʿthams bat Abū Bakr um Vergebung für seinen Fehltritt, rechtfertigte seinen Widerstand gegen die muslimischen Truppen aber damit, dass Ziyād sein Volk „zu Unrecht und in feindseliger Weise“ (ẓulman wa-ʿudwānan) getötet habe. Das Gespräch endete damit, dass Abū Bakr al-Aschʿath freiließ und ihm Umm Farwa, die al-Aschʿath bereits bei seinem ersten Besuch von Medina offiziell geehelicht hatte, zuführte. Nach der Vermählung soll al-Aschʿath in Medina ein gewaltiges Bankett gegeben haben, für das er zahlreiche Kamele schlachten ließ. Unklar ist, was mit den gefangenen Stammesgenossen von al-Aschʿath, die sich mit ihm in Medina befanden, geschah. Während nach dem Bericht at-Tabarīs Abū Bakr sie zusammen mit al-Aschʿath freiließ, heißt es in einem anderen Bericht, den al-Balādhurī anführt, dass er sie für einen Preis von 400 Dirham pro Person freikaufen musste. Das Geld dafür lieh er sich von den Händlern von Medina.

### Als Stammesführer in den Futūh und als Siedler in Kufa
Sein Verhalten im Zusammenhang mit dem Aufstand gegen den Staat von Medina soll al-Aschʿath später selbst als Apostasie (irtidād) bezeichnet haben. Nach seiner Rückkehr zum Islam verlor er das Königtum, behielt jedoch die Stellung eines Häuptlings (saiyid) innerhalb seines Stammes. Schurahbīl ibn Simt, ein Stammesverwandter, der sich in den Ridda-Kriegen ausgezeichnet hatte, hatte in dieser Zeit bei den Kinda aber größeren Einfluss als er.
In den folgenden Jahren beteiligt sich al-Aschʿath intensiv an den arabischen Eroberungszügen (Futūh). So kämpfte er im Jahre 636 bei der Schlacht am Yarmūk mit und verlor hierbei ein Auge. Ein Jahr später sandte ihn ʿUmar zusammen mit Saʿd ibn Abī Waqqās und einigen hundert Südarabern in den Irak, wo er sich in der Schlacht von al-Qādisīya und bei einigen anderen Gefechten auszeichnete. Nach dem Bericht des Saif ibn ʿUmar suchte al-Aschʿath im Jahre 17 der Hidschra (= 638 n. Chr.) Chālid ibn al-Walīd in Qinnasrīn auf, das dieser gerade erobert hatte, und erhielt von diesem ein Geldgeschenk von 10.000 Dirham. Das soll der Grund für die Absetzung Chālids von dem Oberbefehl über die Stadt gewesen sein. Der arabische Geschichtsschreiber Ibn al-ʿAdīm (gest. 1262) führt in seiner Geschichte der Stadt Aleppo eine Überlieferung an, wonach al-Aschʿath auch der erste Muslim war, der nach der Eroberung von Antiochia die Kilikische Pforte überquerte. Im Auftrag von Abū ʿUbaida ibn al-Dscharrāh soll er das Lukkām-Gebirge überquert, mehrere dahinter liegende Festungen erobert und anschließend zu ihm zurückgekehrt sein.
Nachdem sich al-Aschʿath in dem neu gegründeten Militärlager von Kufa niedergelassen hatte, erlangte er seine führende Position unter den Kinda zurück. Schurahbīl ibn Simt soll ebenfalls beabsichtigt haben, sich in Kufa niederzulassen, wurde jedoch von ʿUmar nach Syrien abgezogen. Al-Aschʿath ließ sich in Kufa ein Haus erbauen und hatte dort auch bald eine eigene Moschee. Auch in der Zeit danach nahm al-Aschʿath noch an Feldzügen teil. So kämpfte er 642 an der Schlacht von Nihāwand mit und nahm 646/47 an der Eroberung Aserbaidschans teil.
Neben Mālik al-Aschtar ibn Hārith an-Nachaʿī gehörte al-Aschʿath in dieser Zeit zu den wichtigsten Anführern der jemenitischen Araber, die die Mehrheit der Bevölkerung von Kufa ausmachten. In die Zeit des Kalifats von ʿUmar fällt auch ein Geschehnis, von dem in verschiedenen Hadith-Werken berichtet wird: eine väterliche Tante von al-Aschʿath, die noch dem jüdischen Glauben anhing und im Jemen lebte, starb, und al-Aschʿath forderte ihr Erbe ein. ʿUmar schlug ihm dies jedoch ab und sprach das Erbe den Juden zu, mit der Begründung, dass Angehörige verschiedener Religionen sich nicht gegenseitig beerben könnten.

### Als Statthalter in Aserbaidschan
Während des Kalifats von ʿUthmān ernannte al-Walīd ibn ʿUqba, der Statthalter in Kufa, al-Aschʿath zum Unterstatthalter von Aserbaidschan. Einen großen Teil seiner Zeit in diesem Amt war er mit der Sicherung der muslimischen Herrschaft über diese Region beschäftigt. Hierzu gehörte auch die Einrichtung einer permanenten muslimischen Garnison in Ardabil. Al-Balādhurī berichtet von einem Dorf in Armenien, in dem sich zu seiner Zeit noch Nachkommen der Kinditen befanden, die mit al-Aschʿath ins Land gekommen waren.
Während seiner Zeit als Gouverneur erhielt al-Aschʿath ein jährliches Einkommen von 100.000 Dirham als Tribut aus Aserbaidschan, das er zur Versorgung seiner Gefolgschaft in Kufa verwendete. Ein Augenzeuge, den Abū l-Qāsim at-Tabarānī zitiert, berichtet, wie er eines Morgens in der Moschee von al-Aschʿath betete und nach dem Gebet an seinem Platz einen Geldbeutel mit 500 Dirham und ein Paar Schuhe vorfand. Als er nachfragte, was das sei, wurde ihm erklärt, dass in der Nacht zuvor al-Aschʿath angekommen sei und alle Männer, die an dem Gebet teilgenommen hatten, von ihm mit Geld und Schuhen ausgestattet worden seien. Obwohl er nicht zu den Leuten der Moschee gehörte, durfte er die Geschenke behalten.
Al-Aschʿath hatte auch sehr freundschaftliche Beziehungen mit ʿUthmān und gab zwei seiner Töchter Söhnen des Kalifen zur Ehe: Seine Tochter Habbāna verheiratete er mit ʿUthmāns Sohn ʿAmr, seine Tochter Qarība mit seinem Sohn Chālid. Saif ibn ʿUmar berichtet, dass al-Aschʿath bei ʿUthmān sein Land im Hadramaut gegen ein Landgut im Irak eintauschen konnte. Dieses Landgut mit dem Namen Tīzanābād war ursprünglich sassanidisches Krondomänenland gewesen.

### Unter dem Kalifat von ʿAlī ibn Abī Tālib
Als ʿAlī ibn Abī Tālib (656) die Herrschaft antrat, verlangte er von al-Aschʿath, dass er die Einnahmen der Provinz Aserbaidschan an ihn abliefere. Daraufhin spielte al-Aschʿath mit dem Gedanken, in das Lager von Muʿāwiya überzuwechseln, wurde jedoch von seinen Stammesgenossen davon abgehalten. Sie hielten ihm vor Augen, dass er damit seine Gemeinschaft und sein Lager (Misr) aufgeben würde, während er für die Leute in Syrien nur ein Anhängsel (ḏanab) wäre. Al-Aschʿath begab sich daraufhin zu ʿAlī, der ihm das Kommando über die Stammesdivision der Kinda und Rabīʿa in Kufa übertrug. Eine familiäre Beziehung zu ʿAlī wurde dadurch hergestellt, dass al-Aschʿath seine Tochter al-Dschaʿda ʿAlīs Sohn al-Hasan zur Frau gab.
Zu Spannungen kam es, als ʿAlī aus unbekanntem Grund al-Aschʿath in seiner Position als Kommandeur über die Stammesdivision der Kinda und Rabīʿa durch Hassān ibn Machdūdsch adh-Dhuhlī ersetzen wollte. An dieser Maßnahme nahmen viele Jemeniten Anstoß, weil sie meinten, dass Hassān in der Stammeshierarchie nicht auf der gleichen Stufe stehe wie al-Aschʿath. Muʿāwiya versuchte die Situation auszunutzen, indem er ein Gedicht in Auftrag gab, das al-Aschʿath gegen ʿAlī aufwiegeln sollte. Das Gedicht, das al-Aschʿath von seinem Stammesgenossen Mālik ibn Hubaira (st. 685) zugesandt wurde und unter den Jemeniten im Irak die Furcht vor einer Spaltung hervorrief, führte dazu, dass ʿAlī seine Verfügungen rückgängig machte.

#### Rolle bei Siffīn
Bei der Schlacht von Siffin (657) trug al-Aschʿath das Kriegsbanner der Kinda von Kufa und hatte das Kommando über den rechten Flügel von ʿAlīs Armee inne. Nach adh-Dhahabī war er der bedeutendste Militärführer ʿAlīs bei der Schlacht (akbar al-umarāʾ ʿAlī yauma Ṣiffīn). Nachdem Muʿāwiya den Truppen ʿAlīs den Zugang zum Wasser des Euphrats versperrt hatte, wurde al-Aschʿath von ʿAlī mit 2.000 Kämpfern ausgesandt, um den Weg zum Wasser freizukämpfen. Sie wurden in heftige Kämpfe mit den Truppen Muʿāwiyas verwickelt, konnten am Ende aber den Zugang zum Wasser sichern.
Nach Einstellung der Kämpfe bot al-Aschʿath ʿAlī an, zu Muʿāwiya zu gehen und mit ihm Verhandlungen aufzunehmen. Nach einer Überlieferung, die adh-Dhahabī zitiert, ritt er allein in das Lager der Syrer und rief zu einer friedlichen Lösung des Konflikts auf, wobei er auf die unangenehmen Folgen eines innermuslimischen Kampfes und das Koranwort 49:9: „Und wenn zwei Gruppen von den Gläubigen im Streit miteinander liegen, so schlichtet zwischen beiden!“ verwies.
Muʿāwiya schlug al-Aschʿath vor, dass jede der beiden Kriegsparteien einen Vertreter wählen sollte und diese Vertreter dann nach dem Koran entscheiden sollten, wem die Herrschaft gebühre. Al-Aschʿath machte sich diesen Vorschlag zu eigen und überbrachte ihn den Leuten in ʿAlīs Lager, die sich damit zum großen Teil einverstanden erklärten. Allerdings gab es im irakischen Heer auch einige, die damit nicht zufrieden waren. So lehnte Mālik al-Aschtar, ʿAlīs Kommandeur, der kurz zuvor den erfolgreichen Vorstoß gegen Muʿāwiya unternommen hatte, die Einsetzung eines Schiedsgerichts ab und tadelte al-Aschʿath. Nach al-Yaʿqūbī kam es zwischen ihnen zu einem heftigen Wortwechsel (kalām ʿaẓīm), der in einen gewaltsamen Konflikt auszuarten drohte.
ʿAlī, der das von Muʿāwiyas Abgesandten vorgeschlagene Schiedsgericht anfangs ebenfalls abgelehnt hatte, gab schließlich doch seine Zustimmung dazu. Sein Wunschkandidat für das Schiedsgericht war ʿAbdallāh ibn ʿAbbās, doch auf das Drängen von al-Aschʿath entsandte er den Jemeniten Abū Mūsā al-Aschʿarī als seinen Vertreter, obwohl er von diesem wusste, dass er ihm feindlich gesinnt war. Daraufhin wurde ein Vertrag von ʿAlī und ʿAmr aufgesetzt, in dem sich beide Seiten verpflichteten, dem Urteil des Schiedsgerichtes Folge zu leisten. Al-Aschʿath drängte ʿAlī dazu, bei der Unterzeichnung des Vertrags auf seinen Kalifentitel „Befehlshaber der Gläubigen“ (amīr al-muʾminīn) zu verzichten, um das Dokument für die Gegenseite annehmbar zu machen. Al-Aschʿath zog anschließend selbst im Lager herum und las den Vertrag den Stämmen vor.
Als er zu den Banū Tamīm kam, empörte sich dort ein gewisser ʿUrwa Ibn Udaiya darüber, dass die Entscheidung über die Herrschaft in die Hand zweier Menschen gelegt werden sollte. Er rief entrüstet: „Nur Gott hat die Entscheidung (lā ḥukma illā li-Llāh)!“ und hieb mit dem Schwert auf das Hinterteil von al-Aschʿaths Reittier ein, so dass es davonsprang. Al-Aschʿaths Stammesgenossen gerieten daraufhin in Zorn gegen die Tamīm. Der Konflikt konnte nur dadurch erstickt werden, dass sich die Häupter der Tamīm um Vermittlung bemühten und al-Aschʿath beschwichtigten. Auf dem Rückweg nach Kufa schlossen sich jedoch immer mehr Menschen Ibn Udaiya an. Aus dieser Gruppe bildete sich später die Gemeinschaft der Charidschiten. Das Schiedsgericht, das in Dūmat al-Dschandal tagte und bei dem al-Aschʿath selbst zugegen war, endete mit einer Niederlage ʿAlīs.

#### Entzweiung mit ʿAlī
Zwar soll al-Aschʿath noch im Juli 658 an den Kämpfen gegen die Charidschiten bei Nahrawān teilgenommen haben, doch scheint sich nach Siffīn das Verhältnis zwischen ihm und ʿAlī stark verschlechtert zu haben. So wird berichtet, dass ʿAlī bei einer öffentlichen Predigt in Kufa al-Aschʿath vom Minbar schmähte. Seine Worte, die er bei der Gelegenheit sagte, sind so bekannt, dass sie Eingang in die Sprüchesammlung Nahdsch al-Balāgha (Nr. 19) gefunden haben. Ausgangspunkt für den Zwischenfall war, dass ʿAlī in seiner Predigt über das Schiedsgericht gesprochen und ein Mann gefragt hatte, warum denn ʿAlī ihnen die Zustimmung zum Schiedsgericht zuerst verboten, dann aber befohlen habe. ʿAlī klatschte daraufhin in die Hände und rief aus: „Das ist die Strafe dessen, der die vernünftige Erwägung unterlassen hat“ (hāḏā ǧāzāʾ man taraka l-ʿuqda). Als al-Aschʿath bemerkte, dass dies gegen ihn, aber nicht für ihn spreche, verfluchte ihn ʿAlī, beschimpfte ihn als Munāfiq und erinnerte an seinen „Verrat“ bei an-Nudschair.
Verschiedene Überlieferungen berichten davon, dass al-Aschʿath einmal bei ʿAlī um Einlass bat und, als er von seinem Diener Qanbar zurückgewiesen wurde, diesem die Nase blutig schlug. In Berichten aus schiitischen Quellen ist außerdem davon die Rede, dass al-Aschʿath einmal bei einem Gespräch ʿAlī mit dem Tode bedrohte.
Noch zu Lebzeiten wurde al-Aschʿath verdächtigt, für den Mord an ʿAlī verantwortlich zu sein. Dies wurde daran festgemacht, dass er die Nacht vor dem Verbrechen zusammen mit dessen Mörder Ibn Muldscham in der Großen Moschee von Kufa verbracht hatte. Am fraglichen Morgen hörte man ihn laut vernehmbar zu Ibn Muldscham sagen: „Rettung, Rettung, der Morgen ist für dich angebrochen“. Dies wurde als Indiz dafür interpretiert, dass er in den Mordkomplott eingeweiht war. Insbesondere der ʿAlī-Anhänger Hudschr ibn ʿAdī, der al-Aschʿath bei den Gesprächen mit Ibn Muldscham beobachtet hatte, sah in ihm den eigentlichen Verantwortlichen für den Mord an ʿAlī.
Gegen eine Verwicklung von al-Aschʿath in die Ermordung ʿAlīs spricht allerdings, dass er zu dessen Sohn al-Hasan weiter in einem guten Verhältnis stand. Als al-Hasan zum Kalifen erhoben wurde, leistete ihm al-Aschʿath sofort den Treueid, und al-Aschʿaths Sohn Muhammad führte für al-Hasan die Abdankungsverhandlungen mit Muʿāwiya.

### Ende
Al-Aschʿath starb jedoch schon wenig später, am 27 Schauwāl des Jahres 40 d.H. (= 5. März 661), als die Abdankungsverhandlungen noch nicht abgeschlossen waren.
Die große Wertschätzung, die al-Hasan für al-Aschʿath hegte, lässt sich daran erkennen, dass er das Totengebet für ihn sprach und seinen Leichnam einbalsamierte. Al-Aschʿath wurde in seinem Haus begraben und soll bei seinem Tod 63 Mondjahre alt gewesen sein.

## Nachkommen
Aus seiner ersten Ehe mit der Tochter von Dschamd ibn Maʿdīkarib ibn Walīʿa hatte al-Aschʿath einen Sohn namens an-Nuʿmān, der jedoch schon früh verstorben ist. Die Nachricht von der Geburt dieses Sohnes erhielt er während seiner Delegationsreise zum Propheten nach Medina. Der Junge war auch Gegenstand der Gespräche mit Mohammed. Als al-Aschʿath äußerte, dass er zum Anlass der Geburt gerne ein Festmahl für die Banū Dschabala gegeben hätte, soll Mohammed ihn gewarnt haben, dass Kinder, so sehr sie den Menschen ans Herz wüchsen, doch auch Grund für Feigheit, Traurigkeit und Geiz seien (inna l-aulād mabḫalatun wa-maǧbanatun wa-maḥzanatun).
Umm Farwa, al-Aschʿath's Hauptfrau, gebar ihm mindestens fünf Kinder, nämlich die Söhne Muhammad und Ishāq und die Töchter Quraiba, Hubāba und Dschaʿda. Abū Hilāl nennt zusätzlich einen Sohn namens Ismāʿīl. Muhammad, der 633/634 geboren wurde, hatte nach dem Tod des Vaters weiter die Führung der Kinda inne und blieb in der Politik von Kufa enorm einflussreich. Während des Kalifats von ʿAbdallāh ibn az-Zubair diente er als Statthalter von Mossul. Nach der Machtübernahme von al-Muchtār ibn Abī ʿUbaid in Kufa floh er zu Musʿab ibn az-Zubair und fiel anschließend im Kampf gegen al-Muchtār.
Muhammads Sohn ʿAbd ar-Rahmān Ibn al-Aschʿath unternahm während des Kalifats von ʿAbd al-Malik einen großangelegten Aufstand, der das Umaiyadenreich fast zum Zusammenbruch brachte und erst nach drei Jahren von al-Haddschādsch ibn Yūsuf niedergeschlagen werden konnte. Danach spielten die Aschāʿitha, so die Bezeichnung für die Familie von al-Aschʿath, keine größere Rolle mehr in der Politik. Ein direkter Nachkomme von al-Aschʿath, Yaʿqūb ibn Ishāq al-Kindī, wurde jedoch als „der Philosoph der Araber“ berühmt.

## Das Bild von al-Aschʿath als „Erzverräter“
Schon seit den Ridda-Kriegen begleitete al-Aschʿath wegen seines Verhaltens bei der Festung von an-Nudschair der Ruf, ein Verräter zu sein. Schiitische Kreise sahen später vor allem al-Aschʿaths Verhalten bei Siffīn als Verrat an und führten auf ihn alles Missgeschick zurück, das die ʿAlīden später traf. Der schiitische Geschichtsschreiber al-Yaʿqūbī unterstellte ihm einen Komplott mit ʿAlīs Gegner Muʿāwiya. Dieser habe schon vor der Schlacht von Siffīn al-Aschʿath angeschrieben und ihn auf seine Seite gezogen. Al-Aschʿath habe dann dafür Sorge getragen, dass ʿAlī seine Truppen, als diese gerade einen erfolgreichen Vorstoß gegen Muʿāwiyas Truppen unternahmen, zurückrief, und somit den Syrern zum Sieg verholfen. In dem frühen Bericht über Siffīn von Abū Michnaf ist von diesem Komplott allerdings keine Rede. In schiitischen Kreisen wurde außerdem Abū Bakr nachgesagt, er habe seine Begnadigung von al-Aschʿath später zutiefst bereut, „weil dieser keine Schlechtigkeit sehe, ohne ihr gleich nachzurennen und ihr seine Unterstützung zukommen zu lassen.“ Zu dem negativen Bild der Schiiten von al-Aschʿath gehört auch, dass sie seine Tochter Dschaʿda beschuldigten, ihren Mann al-Hasan, nach schiitischer Lehre der dritte Imam, vergiftet zu haben.
Zur Verschlechterung des Bildes von al-Aschʿath trug außerdem die Propaganda der Umaiyaden bei. Sie bemühten sich während des Aufstands von ʿAbd ar-Rahmān Ibn al-Aschʿath, seine Familie öffentlich zu verunglimpfen, um ihm auf diese Weise die politische Legitimation zu entziehen. So verbreiteten sie, dass sein Großvater al-Aschʿath gar nicht aus dem Königshaus der Kinda stamme, sondern vielmehr der Nachkomme eines jüdischen Schuhmachers namens Sībucht aus Fars gewesen sei. Dieser habe von at-Tauwadsch aus das Meer überquert und sei nach Hadramaut eingewandert.
Die umaiyadische Propaganda gegen die Aschāʿitha hat auch ihren Niederschlag in der gelehrten Literatur gefunden. Der Bagdader Gelehrte Muhammad Ibn Habīb (gest. 860) behauptete, dass die Aschāʿitha „diejenigen Araber mit der größten angeborenen Neigung zur Treulosigkeit“ (aʿraq al-ʿArab fī l-ġadr) gewesen seien. Diese Behauptung belegte er mit der Darstellung einer langen Kette von Verrätereien und Eidbrüchen, in die angeblich verschiedene Generationen der Familie al-Aschʿaths verwickelt waren. Al-Aschʿath hielt er sein Verhalten in der vorislamischen Zeit gegenüber dem Stamm Bal-Hārith vor. In Wirklichkeit habe er diesem Stamm nämlich gar nicht 3.000 Kamelstuten als Lösegeld entrichtet, sondern nur hundert. Muhammad ibn Habīb gibt an, al-Aschʿath habe ursprünglich 200 Kamelstuten für seine Freilassung versprochen, dann aber seinen Bund mit dem Islam in der Weise genutzt, dass er alle Verpflichtungen aus der Dschāhilīya für null und nichtig erklärte. Später beging er dann mit seiner Beteiligung an der Ridda einen Verrat am Islam.
Die frühen Orientalisten wie Gustav Weil, Reinhart Dozy, Rudolf Ernst Brünnow und August Müller übernahmen aus den muslimischen Quellen das Bild von al-Aschʿath als „gemeinem Verräter“. Sie meinten aufgrund der ihnen zur Verfügung stehenden arabischen Quellen (u. a. der Chronik des Ibn al-Athir), dass al-Aschʿath das Schauspiel mit den auf den Lanzen aufgesteckten Koranexemplaren bei Siffīn mit ʿAmr ibn al-ʿĀs vorher verabredet habe, und gaben ihm die Hauptschuld für das Auseinanderbrechen von ʿAlīs Lager nach der Schlacht. Nach Müllers Ansicht war al-Aschʿath sogar „einer der gemeinsten Verräther, die je die Sonne beschienen hat“. Den Abschnitt über al-Aschʿaths „Verrat“ bei an-Nudschair schloss er mit einer kurzen weltgeschichtlichen Reflexion ab: „Man wird zu melancholischen Betrachtungen über den Weltlauf verleitet, wenn man bedenkt, welches unerhörte Glück diesem Burschen aus der Falle geholfen, die er sich selbst gelegt, nur zu dem Zwecke, möchte man glauben, daß er, wie wir später sehen werden, am eigenen Schwiegersohn des Propheten sein Verrätherhandwerk in einer verhängnisvollen Stunde von neuem üben könnte.“
Julius Wellhausen wies dagegen die These von al-Aschʿaths „Verrat“ zurück. Er versuchte, seine Rolle bei Siffīn insgesamt zu relativieren, und fragte: „Wo steckt der Verrat in dieser Handlungsweise des Aschʿath? Er lenkte nicht die Strömung, er liess sich nur von ihr emportragen. Er drängte sich vor, er machte sich wichtig und beförderte dadurch das Unheil. Das ist aber noch kein Verrat.“